# 故園風雨後 (電影)
《故園風雨後》（英語：Brideshead Revisited）是一部由祖利安·查洛執導的2008年劇情片，傑瑞米·布洛克和安德魯·戴維斯所寫的劇本是基於伊夫林·沃1945年發表的同名小說改編而成。此小說曾於1981年改編成同名11集連續劇。

## 主要角色
- 愛瑪·湯遜 飾 馬齊美侯爵夫人泰瑞莎
- 馬修·古德 飾 查爾斯·萊德
- 賓·韋沙 飾 賽巴斯欽勳爵
- 希莉·艾維 飾 茱莉亞女爵

## 外部連結
- 互联网电影数据库（IMDb）上《故園風雨後》的资料（英文）
- AllMovie上《故園風雨後》的资料（英文）
- Box Office Mojo上《故園風雨後》的資料（英文）
- 爛番茄上《故園風雨後》的資料（英文）
- Metacritic上《故園風雨後》的資料（英文）
- Filming the first scenes of the 2008 adaptation （页面存档备份，存于） （英文）
- 香港外語電影資料網上《故園風雨後 （页面存档备份，存于）》的資料 （繁體中文）
- 開眼電影網上《故園風雨後 （页面存档备份，存于）》的資料 （繁體中文）
- Yahoo!奇摩電影上《故園風雨後 （页面存档备份，存于）》的資料 （繁體中文）